# 富士宮市立芝富小学校
富士宮市立芝富小学校（ふじのみやしりつ しばとみしょうがっこう）は、静岡県富士宮市長貫にある公立小学校。大久保区・長貫区（砂原１、２町内、楠金）の避難所に指定されている。

## 沿革
- 明治6年7月（1873年） 西山本門寺に懐民舎を設置
- 明治12年2月（1879年） 懐民舎・仰信舎・漸進舎合併、羽鮒学校となる
- 明治22年11月（1889年） 芝富尋常小学校となる
- 大正4年4月1日（1915年） 現在地に新校舎設立、校歌制定
- 昭和16年4月1日（1941年） 芝富国民学校と校名変更
- 昭和22年4月1日（1947年） 芝富村立芝富小学校と校名変更
- 昭和23年1月6日（1948年） 校内放送施設できる
- 昭和24年6月29日（1949年） 校内水道施設できる
- 昭和32年4月1日（1957年） 芝川町立芝富小学校と校名変更
- 昭和35年11月1日（1960年） 完全給食開始
- 昭和41年6月1日（1966年） プール完成
- 昭和50年1月17日（1975年） 体育館落成
- 昭和51年2月15日（1976年） 創立百周年記念式典・記念祭挙行・希望の塔建立
- 昭和59年3月10日（1984年） 鉄筋３階建ての北校舎完成（給食室を含む）
- 昭和59年11月30日（1984年） 中央棟・南棟完成
- 昭和59年12月2日（1984年） 運動場拡張工事完了
- 昭和60年5月6日（1985年） 木部建設大臣・稲葉元法務大臣等が校舎視察
- 昭和60年6月6日（1985年） プールのこけらおとし実施
- 平成9年8月17日（1997年） ＰＴＡ奉仕作業で、自然園「ゆめの池」作成
- 平成17年1月28日（2005年） パソコン全教室設置、児童用パソコン新規設置
- 平成20年7月28日（2008年） 小学生ソフトボール大会女子優勝
- 平成21年12月16日（2009年） 体育館耐震化、運動場擁壁改修
- 平成22年3月9日（2010年） 校訓石碑設置
- 平成23年8月26日（2011年） 校歌石碑設置
- 平成26年11月4日（2014年） 旧防災倉庫撤去・新防災倉庫設置
- 平成27年1月19日（2015年） 正門新設（学校前道路工事に伴い新設）
- 平成27年2月16日（2015年） 体育館にテレビアンテナ設置
- 平成27年12月1日（2015年） 体育館天井耐震工事
- 平成28年3月10日（2016年） 芝川共同調理場閉鎖 自校給食終了
- 平成28年4月4日（2016年） 光ケーブル工事
- 平成28年5月15日（2016年） グリンベルト塗布作業
- 平成28年6月8日（2016年） インターネット工事
- 平成28年12月24日（2016年） 北校舎1階女子トイレ洋式化（通常サイズ）電気自動点灯～27日
- 平成29年1月27日（2017年） 理科室プラネタリウム取り外し
- 平成30年1月10日（2018年） スカイメニュー導入工事開始 ～1／16

## 通学区域
西山区（市道西山1143号線以北を除く。）、大久保区、長貫区、上羽鮒区、下羽鮒区、稗久保区、香葉台区

## 進学先中学校
- 富士宮市立芝川中学校